# Лајошкомаром
Лајошкомаром (мађ. Lajoskomárom) је град у Мађарској. Лајошкомаром се налази у оквиру жупаније Фејер.

## Географски положај
Лајошкомаром се налази у југозападном делу округа Фејер, западно од општине Дег. Од околних насеља Мезокомаром је удаљен 5 километара, Дег је удаљен 7 километара, Нађберењи је удаљен 17,5 километара, а Шагвар 23 километра. Насеље са неповољном географијом саобраћаја: до њега се може доћи само јавним путем нижег реда. У његовом центру, кроз њега пролази пут 6402 између Дега и Сома - доступан је и са главних путева 64 и 65 -, повезан је са Ењинг путем 6404, а са делом насеља Кулсосарипусзта, споредним путем број 64 104 води до о насељу. Није везан за железничку мрежу, иако се управа села крајем 19. века залагала за изградњу пруге. 1891. године, на пример, обећана је велика куповина удела ако се изгради планирана железничка пруга од локалног интереса између Веспрем–Ењинг–Домбовар и додирне границу села. Међутим, план је пропао због противљења властелинства.

## Историја
Село Лајошкомаром је 1802. године населила племићка „породица Батјани”. Његово име потиче од имена његовог оснивача Лајоша Батјанија и од суседног села Мезекомаром, коме је некада припадала област Лајошкомаром. Досељеници су били три различите националности (Немци, Мађари и Словаци). Највећа група су били Дунавске Швабе, од којих су већина били лутерани са католичком мањином. Нису дошли директно из иностранства, већ из области данашње Мађарске које су већ насељавали етнички Немци, пре свега из округа Пуставам и Толна. Други по броју становника били су Мађари, који су припадали трима различитим конфесијама (католицизам, лутеранизам, калвинизам) и који су пристигли из разних крајева западне Мађарске. Словаци су били једнообразно лутерански и углавном су пореклом из Орослања. Три црквене куле на гребену села, симболизују три деноминације које су историјски а и тренутно присутне у заједници.

### Градоначелници
- 1990–1994: Пал Макхер (независтан)[4]
- 1994–1998: Пал Макхер (независтан)[5]
- 1998–2002: Пал Макхер (независтан)[6]
- 2002–2006: Пал Макхер (Градоначелници округа Фејер)[7]
- 2006–2010: Пал Макхер (Градоначелници округа Фејер)[8]
- 2010–2014: Жолт Пиртјак (независтан)[9]
- 2014–2019: Жолт Пиртјак (независтан)[10]
- 2019-től: Жолт Пиртјак (независтан)[11]

## Демографија
Током пописа 2011. године, 89,2% становника изјаснило се као Мађари, 0,6% Немци (10,7% се није изјаснило; због двојног идентитета, укупан број може бити већи од 100%). 
Верска дистрибуција је била следећа: римокатолици 42,4%, реформисани 16,3%, лутерани 15,7%, гркокатолици 0,1%, неконфесионални 8,4% (16,6% се није изјаснило). Поред унутрашњег подручја, важна помоћна насеља су Козебогард (452 особе, 2011) и Килшошарипуста (53 особе).